# Surubim
Surubim est une municipalité brésilienne située dans l'État du Pernambouc.